# Sonorejo (Grogol)
Sonorejo is een bestuurslaag in het regentschap Kediri van de provincie Oost-Java, Indonesië. Sonorejo telt 6742 inwoners (volkstelling 2010).